# Jarosław Śmietana

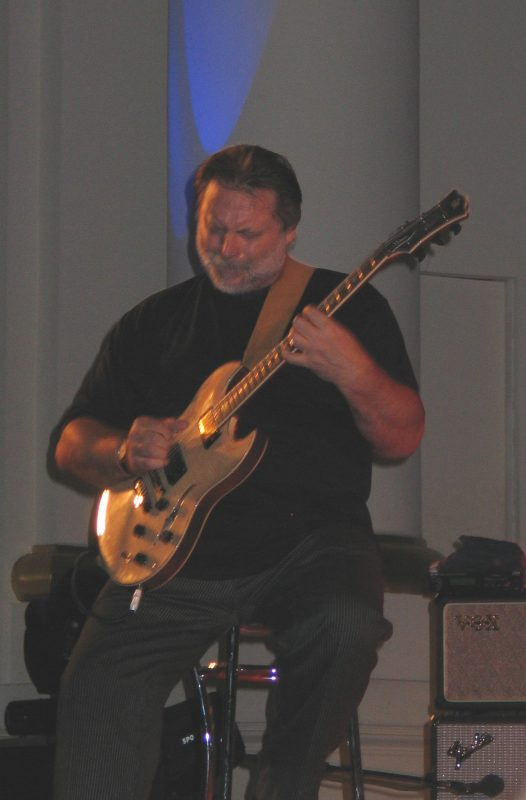
Jarosław Śmietana (2006)

Jarosław „Jarek“ Śmietana (* 29. März 1951 in Krakau; † 2. September 2013 ebenda) war ein polnischer Jazzgitarrist und Bandleader.

## Werdegang
Śmietana spielte zunächst Blues und absolvierte die Staatliche Musikhochschule Kattowitz. Bereits 1974 spielte er mit Klaus Lenz auf dem Jazz Jamboree. Zwischen 1975 und 1981 leitete er die Fusionband Extra Ball (mit Andrzej Olejniczak sax und Wojciech Groborz p). Ab 1982 war er mit seiner eigenen Band Sounds, der von ihm geleiteten Bigband Symphonic Sound Orchestra und der Allstar-Combo Polish Jazz Stars Band unterwegs. Mit Zbigniew Namysłowski und anderen Musikern bildete er ein Quartett. International auf Tourneen und auf Festivals spielte er mit David Gilmore, Eddie Henderson (1994), John Abercrombie (1998), Gary Bartz (1999), Dave Friedman, Brad Terry und Nigel Kennedy (2009). Weiterhin nahm er mit Zbigniew Seifert (Kilimanjaro, 1978), Art Farmer (1998) und John Purcell (2001) auf und schrieb zahlreiche Jazztitel.
Anfang September 2013 starb Śmietana 62-jährig an den Folgen eines Gehirntumors.

## Preise und Auszeichnungen
Seit den 1970er Jahren führte er lange Zeit die Polls der Zeitschriften Jazz Forum, Jazz, Gitara i Bass und Muzyk an. Mit seinem Album Songs and Other Ballads gewann er 1998 den polnischen Musikpreis Fryderyk.
Seit 2015 wird in Krakau die International Jarek Śmietana Jazz Guitar Competition veranstaltet. Die polnische Post gab ihm zu Ehren 2017 eine Sondermarke heraus.

## Diskographische Hinweise
- Talking Guitar
- Sound & Colours
- Touch of Touch
- Jarosław Śmietana: Polish Jazz
- Speak Easy – Jarosław Śmietana / John Abercrombie band: Jarosław Śmietana, John Abercrombie, Harvie Swartz, Adam Czerwiński; PAO Records – PAO 10610 (1991)
- Cooperation (1992)
- Live In New York
- Plays Ellington (1996)
- Songs and Other Ballads (1997)
- Extra Cream (1999)
- Groove Band (2000)
- Tomasz Szukalski – Jarek Śmietana Quartet (2000)
- Live At The Cracow Philharmonic Hall – Jarek Śmietana Quintet Featuring Nigel Kennedy; JSR Records – JSR 1001 (2003)
- Autumn Suite (2006)
- A Tribute To Zbigniew Seifert – Didier Lockwood, Krzesimir Dębski, Christian Howes, Mark Feldman, Maciej Strzelczyk, Adam Bałdych, Pierre Blanchard, Mateusz Smoczyński, Zbigniew Wegehaupt, Adam Czerwiński, Janusz Grzywacz, Piotr Wyleżoł, Sławomir Berny; JSR Records – JSR 0011 (2009)